# Гильом де Термонд
Гильом де Термонд (фр. Guillaume de Termonde) или Гильом Фландрский (фр. Guillaume de Flandre), также известный как Гильом Безземельный (фр. Guillaume «Sans-Terre»; 1250—1311) — сеньор де Кревкёр и де Дандермонд (Термонд), по правам жены — виконт Шатодена (с 1296).

## Биография
Второй сын графа Фландрии Ги де Дампьера и его жены Маго де Бетюн.
В 1270 году сопровождал отца во время крестового похода. В 1272 году находился в составе посольства в Англии, предметом переговоров было снятие торгового эмбарго.
В 1283 году получил от отца сеньории Арлё (Arleux) и Кревкёр и шателению Камбре, которые тот незадолго перед этим (в 1272 г.) купил у Ангеррана IV де Куси.
По соглашению от 1 августа 1286 года обменял Арлё у своего старшего брата Роберта (графа Невера) на сеньорию Дандермонд (Термонд).
В 1299 году вместе с отцом и братом Робертом схвачен Карлом Валуа по приказу короля, содержался в Компьене. Освобождён в 1304 году.

## Брак и дети
Жена: с 1286 Аликс де Клермон-Нель (1275—1330), виконтесса де Шатоден (с 1296), дама де Мондубло, де Сен-Кале, Айли-сюр-Нуа, Уден, дочь коннетабля Рауля II де Неля и Аликс де Дрё. Дети:
- Гильом II Фландрский (1290—1320), сеньор де Дандермонд, виконт Шатодена. Его вдова Беатрикс де Шатильон в 1337 г. обменяла французскому королю Филиппу VI шателении Кревкёр и Арлё на сеньорию Шони.
- Жанна (1290—1342), жена Герхарда ванн Диста (1275—1333) и Отто ван Кюика (1270—1350),
- Мария (1290—1350), виконтесса части Шатодена, жена графа Оверни Роберта VII. В 1340 г. продала свою часть Шатодена Гийому де Краону — мужу племянницы, Маргариты Фландрской .
- Жан Фландрский (1295—1325), барон де Кревкёр, шателен Камбре, сеньор де Нель, с 1320 г. сеньор де Дандермонд.
- Ги (1300—1345), сеньор де Ришбур.
- Изабелла, дама де Брион.